# Дискография альбомов BTS
Дискография южнокорейского бойбенда BTS включает в себя семь студийных альбомов, пять сборников и семь мини-альбомов

## Студийные альбомы
| Название            | Информация об альбоме | Пиковая позиция в чартах | Пиковая позиция в чартах | Пиковая позиция в чартах | Пиковая позиция в чартах | Пиковая позиция в чартах | Пиковая позиция в чартах | Пиковая позиция в чартах | Пиковая позиция в чартах | Пиковая позиция в чартах | Пиковая позиция в чартах | Продажи                                                                  | Сертификация                               |
| Название            | Информация об альбоме | KOR                      | BEL (FL)                 | CAN                      | JPN                      | NLD                      | NZ                       | SWE                      | UK                       | US 200                   | US World                 | Продажи                                                                  | Сертификация                               |
| Корейские           | Корейские | Корейские                | Корейские                | Корейские                | Корейские                | Корейские                | Корейские                | Корейские                | Корейские                | Корейские                | Корейские                | Корейские                                                                | Корейские                                  |
| ------------------- | --- | ------------------------ | ------------------------ | ------------------------ | ------------------------ | ------------------------ | ------------------------ | ------------------------ | ------------------------ | ------------------------ | ------------------------ | ------------------------------------------------------------------------ | ------------------------------------------ |
| Dark & Wild         | - Выпущен: 19 августа 2014 года - Лейбл: Big Hit Entertainment - Формат: CD, цифровая загрузка, стриминг                   | 2                        | —                        | —                        | 30                       | —                        | —                        | —                        | —                        | —                        | 3                        | Республика Корея: 286,586                                                |                                            |
| Wings               | - Выпущен: 10 октября 2016 года - Лейбл: Big Hit Entertainment - Формат: CD, цифровая загрузка, стриминг                   | 1                        | 72                       | 19                       | 7                        | 68                       | 24                       | 56                       | 62                       | 26                       | 1                        | Республика Корея: 1,000,539+ Китай: 156,693 Япония: 72,512 США: 13,000   |                                            |
| Love Yourself: Tear | - Выпущен: 18 мая 2018 года - Лейбл: Big Hit Entertainment - Формат: CD, цифровая загрузка, стриминг                       | 1                        | 6                        | 2                        | 3                        | 6                        | 5                        | 6                        | 8                        | 1                        | 1                        | Республика Корея: 1,877,234+ Китай: 284,869 Япония: 192,217 США: 212,953 | Республика Корея: Миллион · Япония: Золото |
| Map of the Soul: 7  | - Выпущен: 21 февраля 2020 года - Лейбл: Big Hit Entertainment - Формат: CD, цифровая загрузка, стриминг                   | —                        | —                        | —                        | —                        | —                        | —                        | —                        | —                        | —                        | —                        | 5, 75 млн продаж по всему миру                                           |                                            |
| BE                  | - Выпущен: 20 ноября 2020 года - Лейбл: Big Hit Entertainment, Columbia - Формат: CD, цифровая загрузка, стриминг          | 1                        | 3                        | 1                        | 1                        | 2                        | 1                        | 3                        | 2                        | 1                        | 1                        |                                                                          |                                            |
| Японские            | |                          |                          |                          |                          |                          |                          |                          |                          |                          |                          |                                                                          |                                            |
| Wake Up             | - Выпущен: 24 декабря 2014 года - Лейбл: Pony Canyon - Формат: CD, CD+DVD, цифровая загрузка, стриминг                     | —                        | —                        | —                        | 3                        | —                        | —                        | —                        | —                        | —                        | —                        | Япония: 28,000                                                           |                                            |
| Youth               | - Выпущен: 7 сентября 2016 года - Лейбл: Pony Canyon - Formats: CD, CD+DVD, цифровая загрузка, стриминг                    | —                        | —                        | —                        | 1                        | —                        | —                        | —                        | —                        | —                        | —                        | Япония: 94,293                                                           | Япония: Золото                             |
| Face Yourself       | - Выпущен: 4 апреля 2018 года - Лейбл: Universal Music Japan - Формат: CD, CD+DVD, CD+Blu-ray, цифровая загрузка, стриминг | —                        | 94                       | 40                       | 1                        | 116                      | —                        | —                        | 78                       | 43                       | 1                        | Япония: 338,324 США: 4,000                                               | Япония:2× Платина                          |

### Переиздания
| Название                          | Информация об альбоме                                                                                    | Пиковая позиция в чартах | Пиковая позиция в чартах | Пиковая позиция в чартах | Пиковая позиция в чартах | Пиковая позиция в чартах | Пиковая позиция в чартах | Продажи                                   |
| Название                          | Информация об альбоме                                                                                    | KOR                      | CAN                      | JPN                      | NZ Heat.                 | US 200                   | US World                 | Продажи                                   |
| --------------------------------- | --- | ------------------------ | ------------------------ | ------------------------ | ------------------------ | ------------------------ | ------------------------ | ----------------------------------------- |
| Skool Luv Affair Special Addition | - Выпущен: 14 мая 2014 года - Лейбл: Big Hit Entertainment - Формат: CD, цифровая загрузка, стриминг     | 1                        | —                        | —                        | —                        | —                        | —                        | Республика Корея: 14,852                  |
| You Never Walk Alone              | - Выпущен: 13 февраля 2017 года - Лейбл: Big Hit Entertainment - Формат: CD, цифровая загрузка, стриминг | 1                        | 35                       | 7                        | 3                        | 61                       | 1                        | Республика Корея: 906,212+ Китай: 284,837 |

## Сборники
| Название                                         | Информация об альбоме                                                                                    | Пиковая позиция в чартах | Пиковая позиция в чартах | Пиковая позиция в чартах | Пиковая позиция в чартах | Пиковая позиция в чартах | Пиковая позиция в чартах | Пиковая позиция в чартах | Пиковая позиция в чартах | Пиковая позиция в чартах | Пиковая позиция в чартах | Продажи                                                                                   | Сертификации                                            |
| Название                                         | Информация об альбоме                                                                                    | KOR                      | AUS                      | CAN                      | JPN                      | NZ                       | TW                       | UK                       | US 200                   | US Heat                  | US World                 | Продажи                                                                                   | Сертификации                                            |
| Корейские                                        | Корейские                                                                                                | Корейские                | Корейские                | Корейские                | Корейские                | Корейские                | Корейские                | Корейские                | Корейские                | Корейские                | Корейские                | Корейские                                                                                 | Корейские                                               |
| ------------------------------------------------ | --- | ------------------------ | ------------------------ | ------------------------ | ------------------------ | ------------------------ | ------------------------ | ------------------------ | ------------------------ | ------------------------ | ------------------------ | ----------------------------------------------------------------------------------------- | ------------------------------------------------------- |
| The Most Beautiful Moment in Life: Young Forever | - Выпущен: 2 мая 2016 года - Лейбл: Big Hit Entertainment - Формат: CD, цифровая загрузка, стриминг      | 1                        | —                        | 99                       | 7                        | —                        | 1                        | —                        | 107                      | 10                       | 2                        | Республика Корея: 613,839+ США: 6,000 · Япония: 13,511+                                   |                                                         |
| The Best of Bangtan Sonyeondan -Korea Edition-   | - Выпущен: 6 января 2017 года - Лейбл: Pony Canyon - Формат: CD, CD+DVD, стриминг                        | —                        | —                        | —                        | 5                        | —                        | —                        | —                        | —                        | —                        | —                        | Япония: 62,840                                                                            |                                                         |
| Love Yourself: Answer                            | - Выпущен: 24 августа 2018 года - Лейбл: Big Hit Entertainment - Формат: CD, цифровая загрузка, стриминг | 1                        | 9                        | 1                        | 1                        | 11                       | —                        | 14                       | 1                        | —                        | 1                        | В мире: 2,700,000 Республика Корея: 2,259,747 Китай: 269,984 Япония: 236,375 США: 199,865 | Республика Корея: 2× Миллион Япония: Золото США: Золото |
| Японские                                         | |                          |                          |                          |                          |                          |                          |                          |                          |                          |                          |                                                                                           |                                                         |
| 2 Cool 4 Skool / O!RUL8,2?                       | - Выпущен: 23 апреля 2014 года - Лейбл: Pony Canyon - Формат: CD+DVD                                     | —                        | —                        | —                        | 58                       | —                        | —                        | —                        | —                        | —                        | —                        |                                                                                           |                                                         |
| The Best of Bodan Shonendan -Japan Edition-      | - Выпущен: 6 января 2017 года - Лейбл: Pony Canyon - Формат: CD, CD+DVD, стриминг                        | —                        | —                        | —                        | 6                        | —                        | —                        | —                        | —                        | —                        | —                        | Япония: 36,634                                                                            |                                                         |

### Саундтрек альбом
| Название                       | Детали альбома                                                                         | Пиковая позиция в чартах | Пиковая позиция в чартах | Пиковая позиция в чартах | Пиковая позиция в чартах | Пиковая позиция в чартах | Пиковая позиция в чартах | Продажи                                                            |
| Название                       | Детали альбома                                                                         | KOR                      | AUS                      | CAN                      | DEN                      | JPN                      | US                       | Продажи                                                            |
| ------------------------------ | -------------------------------------------------------------------------------------- | ------------------------ | ------------------------ | ------------------------ | ------------------------ | ------------------------ | ------------------------ | ------------------------------------------------------------------ |
| BTS World: Original Soundtrack | - Релиз: 28 июня, 2019 - Лейбл: Big Hit, TakeOne - Формат: цифровая загрузка, стриминг | 1                        | 73                       | 58                       | 37                       | 4                        | 72                       | Республика Корея: 498,455 Китай: 133,804 Япония: 51,562 США: 3,000 |

## Мини-альбомы
| Название                                  | Информация об альбоме                                                                                               | Пиковая позиция в чартах | Пиковая позиция в чартах | Пиковая позиция в чартах | Пиковая позиция в чартах | Пиковая позиция в чартах | Пиковая позиция в чартах | Пиковая позиция в чартах | Пиковая позиция в чартах | Продажи                                                                                        |
| Название                                  | Информация об альбоме                                                                                               | KOR                      | AUS                      | JPN                      | NLD                      | NZ                       | UK                       | US                       | US World                 | Продажи                                                                                        |
| ----------------------------------------- | --- | ------------------------ | ------------------------ | ------------------------ | ------------------------ | ------------------------ | ------------------------ | ------------------------ | ------------------------ | ---------------------------------------------------------------------------------------------- |
| O!RUL8,2?                                 | - Выпущен: 11 сентября 2013 года - Лейбл: Big Hit Entertainment - Формат: CD, цифровая загрузка, стриминг           | 4                        | —                        | —                        | —                        | —                        | —                        | —                        | —                        | Республика Корея: 191,310                                                                      |
| Skool Luv Affair                          | - Выпущен: 12 февраля 2014 года - Лейбл: Big Hit Entertainment - Формат: CD, цифровая загрузка, стриминг            | 1                        | —                        | 32                       | —                        | —                        | —                        | —                        | 3                        | Республика Корея: 298,132                                                                      |
| The Most Beautiful Moment in Life, Part 1 | - Выпущен: 29 апреля 2015 года - Лейбл: Big Hit, Loen, Pony Canyon - Формат: CD, цифровая загрузка, стриминг        | 1                        | —                        | 17                       | —                        | —                        | —                        | —                        | 2                        | Республика Корея: 453,482 Япония: 12,061+ США: 2,000+                                          |
| The Most Beautiful Moment in Life, Part 2 | - Выпущен: 30 ноября 2015 года - Лейбл: Big Hit, Loen, Pony Canyon - Формат: CD, цифровая загрузка, стриминг        | 1                        | —                        | 15                       | —                        | —                        | —                        | 171                      | 1                        | Республика Корея: 543,265 Япония: 16,358+ · США: 5,000+                                        |
| Love Yourself: Her                        | - Выпущен: 18 сентября 2017 года - Лейбл: Big Hit, Loen, Universal - Формат: CD, цифровая загрузка, стриминг        | 1                        | 8                        | 1                        | 19                       | 9                        | 14                       | 7                        | 1                        | Республика Корея: 1,864,970 Китай: 281,254+ Япония: 87,362+ США: 96,000                        |
| Map of the Soul: Persona                  | - Выпущен: 12 апреля 2019 года - Лейбл: Big Hit, iriver, Columbia, Virgin - Формат: CD, цифровая загрузка, стриминг | 1                        | 1                        | 2                        |                          | 1                        | 1                        | 1                        |                          | Республика Корея: 2,130,480 Китай: 415,000 Япония: 263,336 Великобритания: 18,050 США: 196,000 |

### Сингловые альбомы
| Название                  | Информация об альбоме | Пиковая позиция в чартах | Пиковая позиция в чартах | Продажи                   | Сертификация       |
| Название                  | Информация об альбоме | KOR                      | JPN                      | Продажи                   | Сертификация       |
| Корейские                 | Корейские | Корейские                | Корейские                | Корейские                 | Корейские          |
| ------------------------- | --- | ------------------------ | ------------------------ | ------------------------- | ------------------ |
| 2 Cool 4 Skool            | - Выпущен: 12 июня 2013 года - Лейбл: Big Hit Entertainment - Формат: CD, цифровая загрузка, стриминг                       | 5                        | —                        | Республика Корея: 161,630 |                    |
| Японские                  | |                          |                          |                           |                    |
| MIC Drop/DNA/Crystal Snow | - Выпущен: 6 декабря 2017 года - Лейбл: Universal Music Japan - Формат: CD, CD+DVD, CD+Blu-ray, цифровая загрузка, стриминг | —                        | 1                        | Япония: 500,000+          | Япония: 2× Платина |
| Fake Love/Airplane Pt. 2  | - Выпущен: 7 ноября 2018 года - Лейбл: Universal Music Japan - Формат: CD, CD+DVD, цифровая загрузка, стриминг              | —                        | 1                        | Япония: 472,940           | Япония: 2× Платина |
| Lights/Boy With Luv       | - Релиз: 3 июля, 2019 - Лейбл: Def Jam, Virgin - Формат: CD, CD+DVD, цифровая загрузка, стриминг                            |                          |                          |                           |                    |